# Al·localcoselita
L'al·localcoselita és un mineral de la classe dels òxids. El nom deriva dels mots grecs άλλος (allos - diferent) i χαλκός (chalkos - referent al coure) i del mot seleni. D'aquests mots resulta ALLO-CHALCO-SE-lita. El nom li va ser donat per a reflectir en el nom les diferents valències i el comportament variable del coure en aquest mineral.

## Característiques
L'al·localcoselita és un òxid de fórmula química Cu⁺PbCu₅²⁺(SeO₃)₂Cl₅O₂. Cristal·litza en el sistema monoclínic. La seva duresa a l'escala de Mohs es troba entre 3 i 4.
Segons la classificació de Nickel-Strunz, l'allochalcoselita és un òxid del grup 4.JG.40 (4 pels òxids (hidròxids, vanadats, aseniats, antimoniats, bismutats, sulfats, seleniats, tel·lurats i iodats; J pels asenats, antimonats, bismutats, sulfats, selenats i iodats i G pels seleniats amb anions addicionals i sense aigua), juntament amb els següents minerals: prewittita, georgbokiïta, parageorgbokiïta, cloromenita, sofiïta, ilinskita, francisita, derriksita i burnsita.

## Formació i jaciments
S'ha descrit en fumaroles volcàniques a Kamtxatka, Rússia.